# Kanga Sakukawa
Kanga Sakugawa (佐久川 寛賀, Sakugawa Kanga, 1786 - 1867), ou Sakugawa Satunushi, foi um mestre de caratê, quando essa arte marcial ainda não contava com muita sistematização. Ele nasceu em 3 de março de 1786 na cidade de Shuri, falecendo em 17 de agosto de 1867, que desenvolveu sobremaneira a arte marcial de Ryukyu, à época chamada de te e fincou as bases do que viria a se tornar o caratê.

## Biografia
Em 1786, na vila de Akata, em Shuri, Oquinaua, nasce Kanga Sakugawa no seio de uma distinta família do reino de Ryukyu. Contando dezessete anos de idade, começa a praticar artes marciais sob os auspícios de Peichin Takahara, um monge nativo de Oquinaua (então conhecido como Reino de Ryukyu). Depois de aproximadamente seis anos treinando, chega-lhe a nova sobre um grande artista marcial chinês chamado Kwan Shang Ku. O mestre Takahara àquela altura já contava com idade avançada e encaminha o discípulo para treinar com Kushanku.
Com 23 anos, Sakugawa torna-se aprendiz de Kushanku, que era experto em Chuan fa de Shaolin. Entrementes, Sakugawa viajou pela China acompanhando seu novel mestre, de quem adquiriu inestimáveis conhecimentos e técnicas, tornando-se também e consequentemente um perito.
O mestre retorna a Ryukyu em 1815, contando aproximadamente 29 anos, atendendo a um apelo de seu primeiro mestre. E começa a ensinar e difundir os conhecimentos apreendidos e, para tanto, sistematiza-os, dá forma e cria um método peculiar. Sua arte marcial passa a ser conhecida por To-de, ou Toudi, significando "mão chinesa" — o mestre chamava de Toudi Sakukawa, ou "mão chinesa de Sakukawa" —, devido às fortes influências que aquelas técnicas estrangeiras tiveram sobre seu sistema, eis que era um amálgama de tudo o que aprendera até o momento. Com este movimento o te é pela primeira vez organizado. Seria a semente do caratê.
Com o falecimento de Takahara, apenas dois dias depois de Sakugawa o encontrar, este último "assume" sua posição de grande mestre local, mais uma vez atendendo a um pedido de seu mestre.
Sakukawa falece em 17 de agosto de 1867, com 82 anos de idade. Outras datas de nascimento e morte podem ser encontradas na internet, mas a leitura da lápide, com foto disponibilizada por um pesquisador, confirma que Kanga Sakugawa nasceu em 1786 e morreu em 1876 e que a confusão de datas ocorre porque o pai de Kanga Sakugawa tinha um nome semelhante, Kangi Sakugawa e este sim, havia nascido em 1733 e morrido em 1815.

## Contribuições
Mestre Sakukawa, no fito de organizar sua arte marcial, cria dois katas com as técnicas ensinadas por Kushanku. E, porque fazia parte do séquito real, tinha grande apreço por normas de moral e conduta, criou o Dojo kun, um código ético, derivado dos ensinamentos do monge indiano Bodhidharma, que fundamentou a prática de Chuan fa de Shaolin, uma forte influência para as artes de combate japonesas. Alguns de seus discípulos, como Okuda, Makabe e Matsumoto, tornaram-se grandes mestres de tode, mas seu mais renomado foi Sokon Matsumura, o qual foi aceito apenas depois de muito relutar.
As contribuições não param apenas no caratê. Também exímio praticante da arte marcial com armas, o kobudo, o mestre criou um kata de bastão — bo —: Sakukawa no kon.